# Jimmy Murray (Fußballspieler, 1935)
James Robert „Jimmy“ Murray (* 11. Oktober 1935 in Elvington; † 27. September 2008 in Lichfield) war ein englischer Fußballspieler. Er war Mittelstürmer und Toptorjäger der Wolverhampton Wanderers, die in den Spielzeiten 1957/58 und 1958/59 zwei englische Meisterschaften in Serie und 1960 den FA Cup gewannen.

## Sportlicher Werdegang
Murray wurde in seiner Heimat Dover bei einem Fußballspiel im Schulsport von George Poyser, dem Scout der Wolverhampton Wanderers, entdeckt. Er schloss sich daraufhin 1951 den „Wolves“ an und im November 1953 wurde der junge Stürmer in den Profibereich befördert. Zunächst kam er jedoch nur in der Reservemannschaft zum Einsatz und hauptberuflich arbeitete er als Mechaniker bei Don Everall. Am 12. November 1955 bestritt er gegen Charlton Athletic (2:0) das Pflichtspieldebüt für die erste Mannschaft. Drei Tage zuvor hatte der junge Mittelstürmer unverhofft bei einem prestigeträchtigen Freundschaftsspielduell gegen Dynamo Moskau in der Startelf gestanden und beim 2:1 eine gute Leistung gezeigt (eine Regionalzeitung titelte mit der Schlagzeile „Unbekannter führt die Wolves an“ (Unknown To Lead Wolves)).
In den restlichen Partien der Saison 1955/56 war Muray, der in derselben Straße in Elvington wie Peter Broadbent gewohnt hatte, nach der schweren Verletzung von Roy Swinbourne neuer Stammspieler als „Nummer 9“. Er überzeugte schnell als neuer Torjäger und zu seinen Stärken zählten die Antrittschnelligkeit und trotz der relativ geringen Körpergröße das Kopfballspiel. Ihm gelang noch in der laufenden Saison ein zweistellige Trefferausbeute und in der anschließenden Spielzeit 1956/57 bestätigte er seine Darbietungen mit 17 Toren. Seine fünf Treffer im ersten Saisonvorbereitungsspiel im Rahmen einer 1957er Südafrikatournee waren ein Vorgeschmack auf die kommenden Leistungen und in der Meistersaison 1957/58 hatte er vor Weihnachten 16 Mal und bis zum Ende der Spielzeit 36 Mal getroffen (davon 29 Tore in der Liga). Auf seinem sportlichen Höhepunkt angekommen steuerte er im anschließenden Jahr 21 weitere Ligatreffer (davon jeweils eins in den letzten sieben Partien) zur erfolgreichen Titelverteidigung bei, womit er erneut zum Toptorjäger der Wolves aufstieg. Während dieser Zeit absolvierte er auch zwei U-23-Länderspiele für England und weitere Ambitionen in der A-Nationalmannschaft scheiterten an Konkurrenten wie Derek Kevan, Brian Clough, Bobby Charlton und Nat Lofthouse. Im Mai 1960 gewann Murray mit dem FA Cup seinen dritten bedeutenden Titel, wenngleich er beim 3:0 im Finale gegen die Blackburn Rovers leer ausgegangen war. Er blieb dem Klub bis November 1963 treu, bevor er nach 299 Pflichtspielen und 166 Toren für die Wolves für 27.000 Pfund zu Manchester City wechselte.
Bei den „Citizens“ spielte er im Angriff zunächst mit Derek Kevan zusammen und 1966 gewann Murray die Zweitligameisterschaft. Später war er noch für den FC Walsall und Telford United aktiv. Mit Telford erreichte er zweimal das Endspiel der FA Trophy, gewann die Zweitauflage und beendete dann 1971 seine aktive Laufbahn. Nach dem Ende seiner Fußballerzeit betrieb er ein Lebensmittelgeschäft in Tamworth und eine Autovermietung in Lichfield. Er verstarb am 27. September 2008 – kurz vor seinem 73. Geburtstag – in Folge einer Prostatakrebserkrankung.

## Titel/Auszeichnungen
- Englische Meisterschaft (2): 1958, 1959
- Englischer Pokal (1): 1960
- FA Charity Shield (2): 1959, 1960 (geteilt)
- FA Trophy (1): 1971